# Jordens Peters
Pour les articles homonymes, voir Peters.
Jordens Peters, né le 3 mai 1987 à Nimègue, est un ancien footballeur néerlandais. Il évoluait au poste de défenseur central.

## Palmarès
- Champion des Pays-Bas de D2 en 2014 avec le Willem II Tilburg